# LeGrand
Legrand är en svensk musikgrupp från Malmö. Gruppen bildades i Lund 1999 under namnet Hype av medlemmarna Anders Tillaeus, Sinisa Krnjaic, Martin Lundgren och Mats Wallander. Året därpå blev Anders äldre bror Fredrik Tillaeus medlem och bandet flyttade till Malmö. 2001 ersattes Mats av Martins yngre bror Fabian Lundgren, och samma år bytte gruppen namn till LeGrand. Första albumet, LeGrand, utkom i augusti 2005. Gick in på 25 plats på svenska singellistan juni 2006.

## Medlemmar
- Anders Tillaeus - sång och gitarr
- Fredrik Tillaeus - synt
- Sinisa Krnjaic - bas
- Fabian Lundgren - gitarr
- Martin Lundgren - trummor
- Mats Wallander (1999-2001) - gitarr

## Diskografi

### Album
- LeGrand (2005), RoastingHouse Records/Playground Music
- Sidewalks & Stations (2007), RoastingHouse Records/Universal Music

### Singlar/maxisinglar
- One quick look (2005)
- Brainy (2007)

### Video
- One quick look (2005)
- Brainy (2007)